# Cugno (cognome)
Cugno è un cognome di lingua italiana.

## Varianti
Cognetto, Cogno, Cugnetto, Cugni, De Cugni, De Cugno.

## Origine e diffusione
Il cognome Cugno ha un ceppo piemontese nella bassa Val di Susa e nel Torinese, e uno siciliano nel siracusano.
Potrebbe derivare dal termine latino cuneus, "cuneo"; è semanticamente affine al cognome Cuneo.
Le varianti Cugni, De Cugni e Cugnetto compaiono in tutta Italia; Cognetto è settentrionale.

## Persone
- Gian Paolo Cugno (1968) – regista, sceneggiatore e scrittore italiano
- Marco Cugno (1939-2012) – accademico e traduttore italiano